# 안바울
안바울(1994년 3월 25일~)은 대한민국의 유도 선수이다. 2016년 하계 올림픽에서 은메달을 획득하였으며 2020년 하계 올림픽에서 동메달을 획득했다. 2024년 하계 올림픽에서는 유도 혼성 단체전에서 동메달을 기록하였다. 또한 세계 유도 선수권 대회에서 금메달 1개(2015)를 포함하여 메달 3개를 획득했다.

## 학력
- 범계중학교 졸업
- 용인대학교 유도경기지도학과 학사